# 威廉·弗利斯
威廉·弗利斯（1858年10月24日-1928年10月13日）是德国耳鼻喉科医生，曾与西格蒙德·弗洛伊德有過书信往来而闻名。

## 生平
威廉-弗利斯生于阿恩斯瓦尔德。后举家迁往柏林。他学习医学，专攻耳鼻喉科，之后开了一家诊所。
他将鼻子的病变与生殖器的病变联系起来。
1892年，弗利斯与伊达·邦迪（Ida Bondy）结婚，育有五个子女。

## 与弗洛伊德的关系
弗利斯于1887年结识了西格蒙德·弗洛伊德。此后，两人之間有大量的书信往来。